# Holger Börner

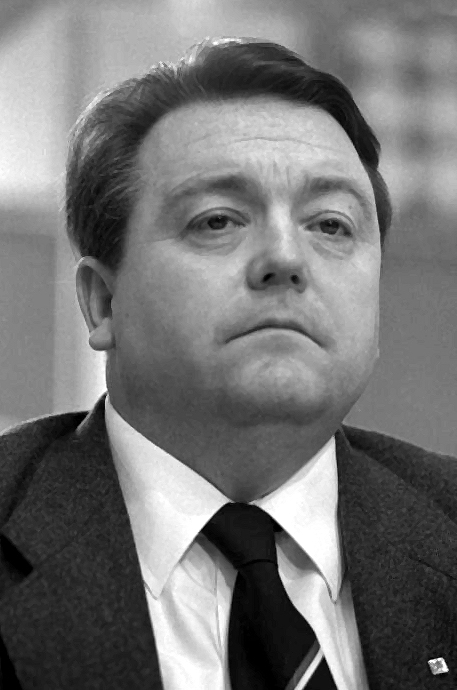
Holger Börner, 1978

Holger Börner (* 7. Februar 1931 in Wolfsanger; † 2. August 2006 in Kassel) war ein deutscher Politiker (SPD).
Er war von 1967 bis 1972 Parlamentarischer Staatssekretär beim Bundesminister für Verkehr (ab 1969 beim Bundesminister für Verkehr und für das Post- und Fernmeldewesen) und von 1976 bis 1987 Ministerpräsident des Landes Hessen.

## Leben und Beruf
Nach dem Besuch der Volks- und Mittelschule erlernte Börner nach dem Zweiten Weltkrieg den Beruf des Betonfacharbeiters. Eigentlich wollte er Journalist werden, entschied sich aber für einen Beruf, bei dem er schneller Geld verdienen konnte. Er engagierte sich schon früh in der Gewerkschaft und war zuletzt Vorsitzender des Betriebsrates eines Kasseler Bauunternehmens, für das er auch als Hilfspolier tätig war.
Börner war seit 1950 verheiratet und hatte drei Kinder. Er war Mitglied der Freimaurerloge Durch Licht zum Frieden in Kassel.

## Partei
Börner trat 1948 der SPD bei, wurde 1950 Vorstandsmitglied der SPD Kassel und war seit 1956 deren stellvertretender Kreisvorsitzender. Von 1962 bis 1963 fungierte er als Bundesvorsitzender der Jungsozialisten, nachdem er zuvor von 1948 bis 1956 Kasseler Kreisvorsitzender der Falken gewesen war. Von 1972 bis 1976 war er unter dem Bundesvorsitzenden Willy Brandt Bundesgeschäftsführer der SPD und von 1977 bis 1987 Landesvorsitzender der SPD in Hessen. Zuvor leitete er bereits von 1971 bis 1974 und von 1975 bis 1978 als Vorsitzender den SPD-Bezirk Hessen-Nord. Dem Bundespräsidium der SPD gehörte Börner von 1972 bis 1988 an.
Von Dezember 1987 bis zu seiner Wahl zum Ehrenvorsitzenden im Januar 2003 war Börner Vorsitzender der SPD-nahen Friedrich-Ebert-Stiftung. Ab 1995 war er Kuratoriumsmitglied der Bundeskanzler-Willy-Brandt-Stiftung.

## Abgeordneter
Von 1956 bis 1972 war Börner Mitglied der Kasseler Stadtverordnetenversammlung und führte dort von 1960 bis 1969 die SPD-Fraktion.
Börner wurde bei der Bundestagswahl 1957 als damals jüngster Abgeordneter mit 26 Jahren in den Deutschen Bundestag gewählt. Hier war er 1965 bis zum 21. Juni 1967 (als damals jüngster Ausschussvorsitzender) und 1972 bis 1976 Vorsitzender des Verkehrsausschusses. Er gehörte dem Bundestag bis 1976 an. Holger Börner ist stets als direkt gewählter Abgeordneter des Wahlkreises Kassel in den Deutschen Bundestag eingezogen.
Von 1978 bis 1987 war Börner Mitglied des Hessischen Landtages.

## Öffentliche Ämter

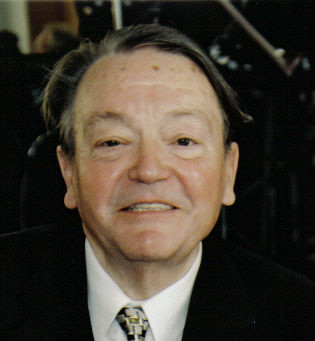
Holger Börner 2001

Am 12. April 1967 wurde er als Parlamentarischer Staatssekretär beim Bundesminister für Verkehr in das von Bundeskanzler Kurt Georg Kiesinger geführte Kabinett der Großen Koalition berufen. Dieses Amt behielt er auch in der ab 1969 von Willy Brandt geleiteten Bundesregierung. Am 4. Februar 1972 schied er aus diesem Amt aus, um Bundesgeschäftsführer der SPD zu werden.
Im Oktober 1976 wurde er von einer SPD-FDP-Koalition als Nachfolger von Albert Osswald zum Ministerpräsidenten des Landes Hessen gewählt, nachdem dieser infolge des Helaba-Skandals hatte zurücktreten müssen. Die Landtagswahl im September 1982 stand im Zeichen der Bundespolitik. Nach dem Bruch der sozialliberalen Koalition plakatierte Börners SPD „Verrat in Bonn“ und die FDP scheiterte an der Fünf-Prozent-Hürde. Durch das erstmalige Auftreten der Grünen gab es im Hessischen Landtag keine regierungsfähige Mehrheit mehr (die sogenannten „hessischen Verhältnisse“). Börner stand bis zu den vorgezogenen Neuwahlen im September 1983 einer geschäftsführenden Landesregierung vor.
Holger Börner distanzierte sich im Wahlkampf von den Grünen. In einem Spiegel-Gespräch erklärte er 1982 auf die Frage, ob er sich überhaupt vorstellen könne, mit den Grünen an einem Verhandlungstisch zu sitzen: „Da können Sie sicher sein: Solche Photos werden noch nicht mal als Montage zu sehen sein.“ Auch ein Jahr später schloss Börner noch eine Zusammenarbeit mit den Grünen aus: „Die Grünen stehen für mich außerhalb jeder Kalkulation. Ich schließe nicht nur eine Koalition, sondern jede Zusammenarbeit mit ihnen aus.“ Nach der Wahl rückte er von seinen Aussagen ab und wurde im Juni 1984 erneut, toleriert von der Partei Die Grünen, zum Ministerpräsidenten gewählt. Im Oktober 1985 kam schließlich eine Koalition mit den Grünen zustande. Es war die erste rot-grüne Koalition überhaupt. Damals trat Joschka Fischer als Staatsminister für Umwelt und Energie ins Kabinett Börner ein.
Aber schon im Februar 1987 zerbrach die Koalition am Streit über die Betriebsgenehmigung für die Hanauer Brennelementefabrik Alkem. Holger Börner entließ Joschka Fischer als Minister. Im April 1987 kam es daraufhin zu Neuwahlen, bei denen Börner nicht mehr kandidierte. Nach dieser Wahl wurde eine CDU-FDP-Koalition unter Walter Wallmann gebildet.
Vom 1. November 1986 bis zum 14. April 1987 war Börner Bundesratspräsident.

## Ehrungen

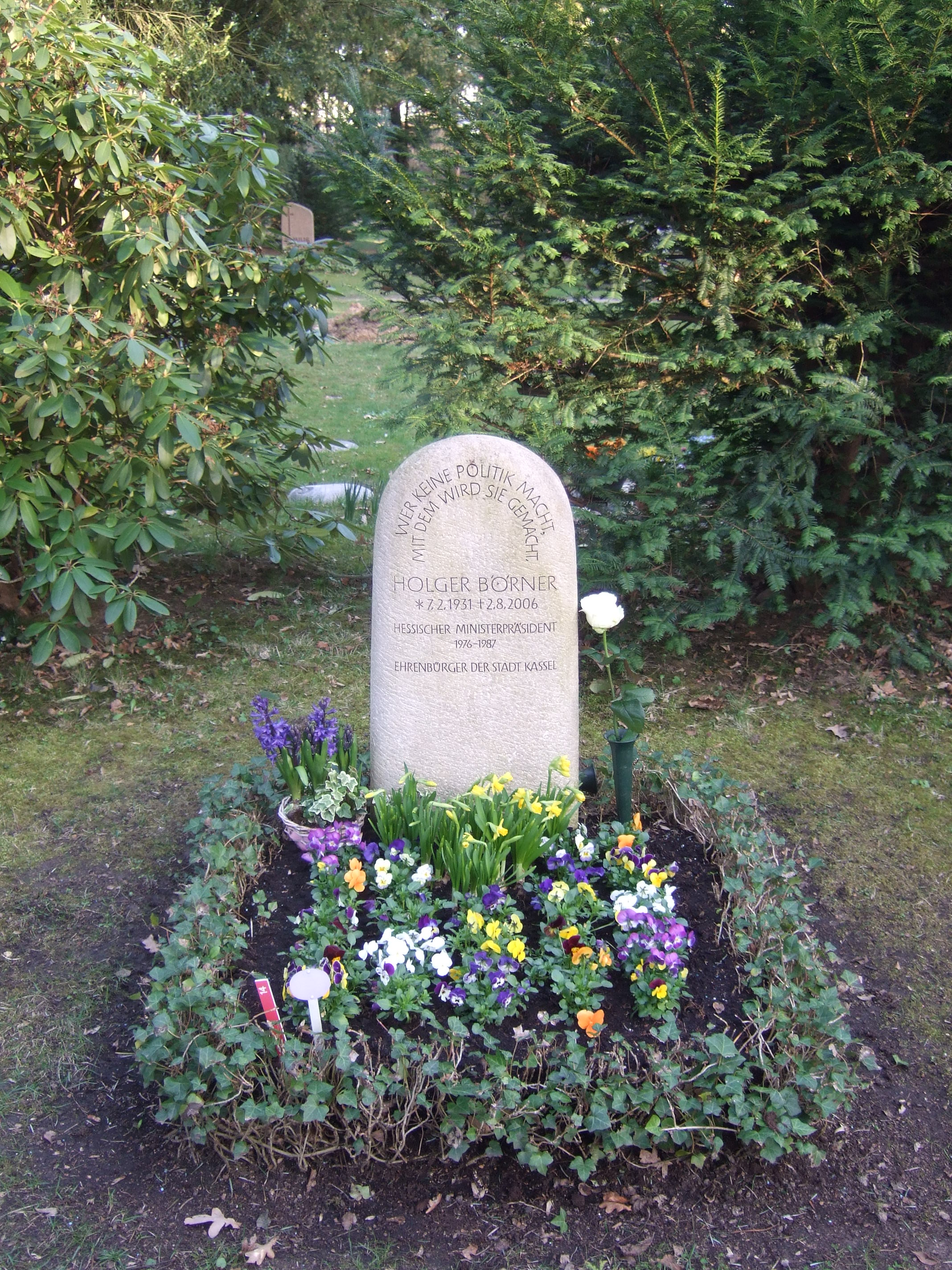
Grab von Holger Börner auf dem Friedhof in Wolfsanger

- Am 14. September 1987 verlieh ihm der damalige Bundespräsident Richard von Weizsäcker das Großkreuz des Verdienstordens der Bundesrepublik Deutschland.
- Im Jahr 1988 wurde Börner Ehrenbürger der Stadt Kassel.
- 1987 erhielt er das Große Goldene Ehrenzeichen am Bande für Verdienste um die Republik Österreich.[5]
- Die Kasseler Freimaurerlogen Zur Freundschaft und Goethe zur Bruderliebe haben ihn zum Ehrenmitglied ernannt.
- Börner war ebenso Ehrenmitglied des Reichsbanners Schwarz-Rot-Gold, Bund aktiver Demokraten e. V.
- Eine Unterlagsrebsorte der Forschungsanstalt Geisenheim, die als einzige Rebunterlage resistent gegen Reblausbefall ist, wurde nach Börner benannt.
- 1993 Verleihung der Wilhelm-Leuschner-Medaille des Landes Hessen
- 2000 Komtur des Treudienst-Ordens
- 2017 Ehrengrab der Stadt Kassel[6]

## Zitate
„Wer keine Politik macht, mit dem wird sie gemacht.“

„Ich heiße Börner, wiege 250 Pfund und, wenn ich Zorn habe, das Doppelte.“

Die berühmten Dachlatten-Zitate existieren in zwei Fassungen:

„Wissen Sie, heute muss ich an den öffentlichen Frieden denken. Vor 40 Jahren auf dem Bau hätte ich einen Angriff auf meine Person mit der Dachlatte beantwortet.“

„Ich bedauere, daß es mir mein hohes Staatsamt verbietet, den Kerlen selbst eins auf die Fresse zu hauen. Früher auf dem Bau hat man solche Dinge mit der Dachlatte erledigt.“

## Veröffentlichungen
- Ernst Schellenberg als Parlamentarischer Ausbilder. Erfahrungen eines jungen Abgeordneten. In: Reinhart Bartholomäi: Sozialpolitik nach 1945. Geschichte und Analysen. Ernst Schellenberg zum 70. Geburtstag, Bonn 1977, Seiten 17 bis 20.

## Kabinette
- Bundesregierung:
  - Kabinett Kiesinger – Kabinett Brandt I
- Hessische Landesregierung:
  - Kabinett Börner I – Kabinett Börner II – Kabinett Börner III